# انوشک
انوشک (پارسی میانه: Anōšag) یا انوشه یکی از زنان نجیب‌زاده ساسانی در سده سوم میلادی، همسر اردشیر بابکان و مادر روددخت بود.

## زندگی

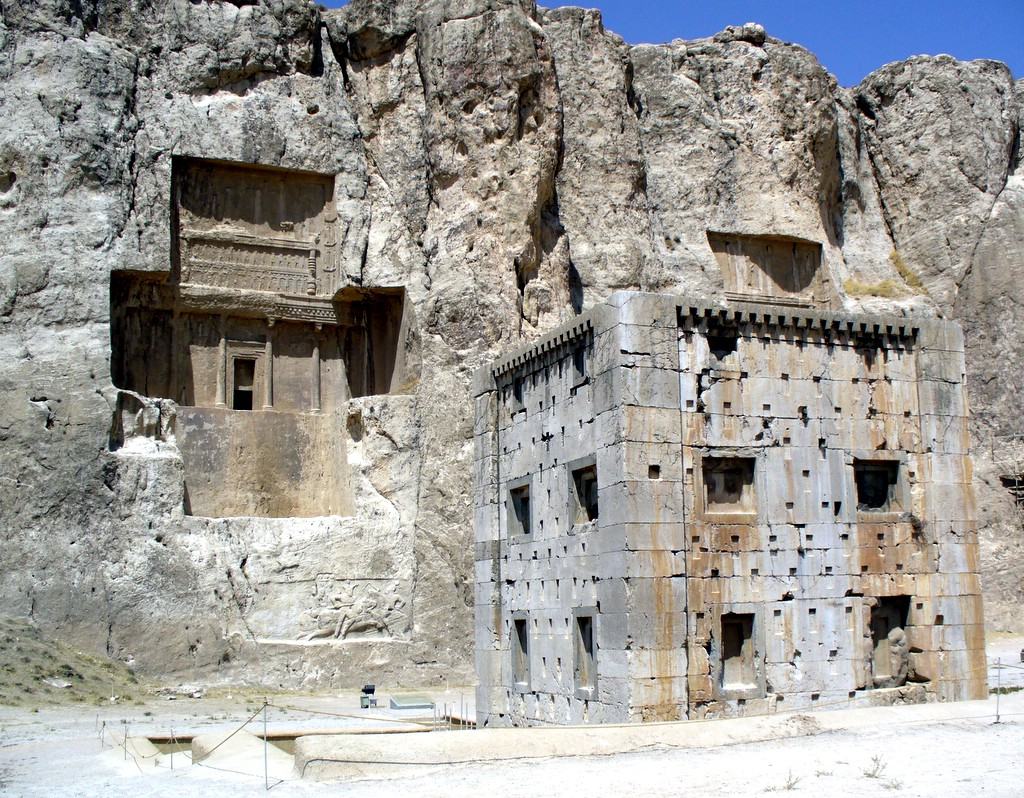
کعبه زرتشت، جایی که سنگ‌نوشته شاپور یکم حک شده‌است

انوشک مادر روددخت بود. از او در سنگ‌نوشته شاپور یکم بر کعبه زرتشت در میان خانواده سلطنتی ساسانی یاد شده‌است. چندین نظریه در مورد رابطه آن‌ها با خاندان سلطنتی پیشنهاد شده‌است و با در نظر گرفتن ذکر نام آن‌ها در فهرست اعضای خاندان حاکم در بخشی که از فرزندان اردشیر بابکان صحبت می‌کند، به نظر می‌رسد که او همسر اردشیر باشد. اطلاعات اندک مربوط به او در کتیبه را می‌توان با درجه پایین او در میان نجیب‌زادگان توضیح داد.